# Okrouhlá u Boskovic
Okrouhlá (deutsch Okrauchla, früher Okrohla) ist eine Gemeinde in Tschechien. Sie liegt sechs Kilometer nordöstlich von Boskovice und gehört zum Okres Blansko.

## Geographie

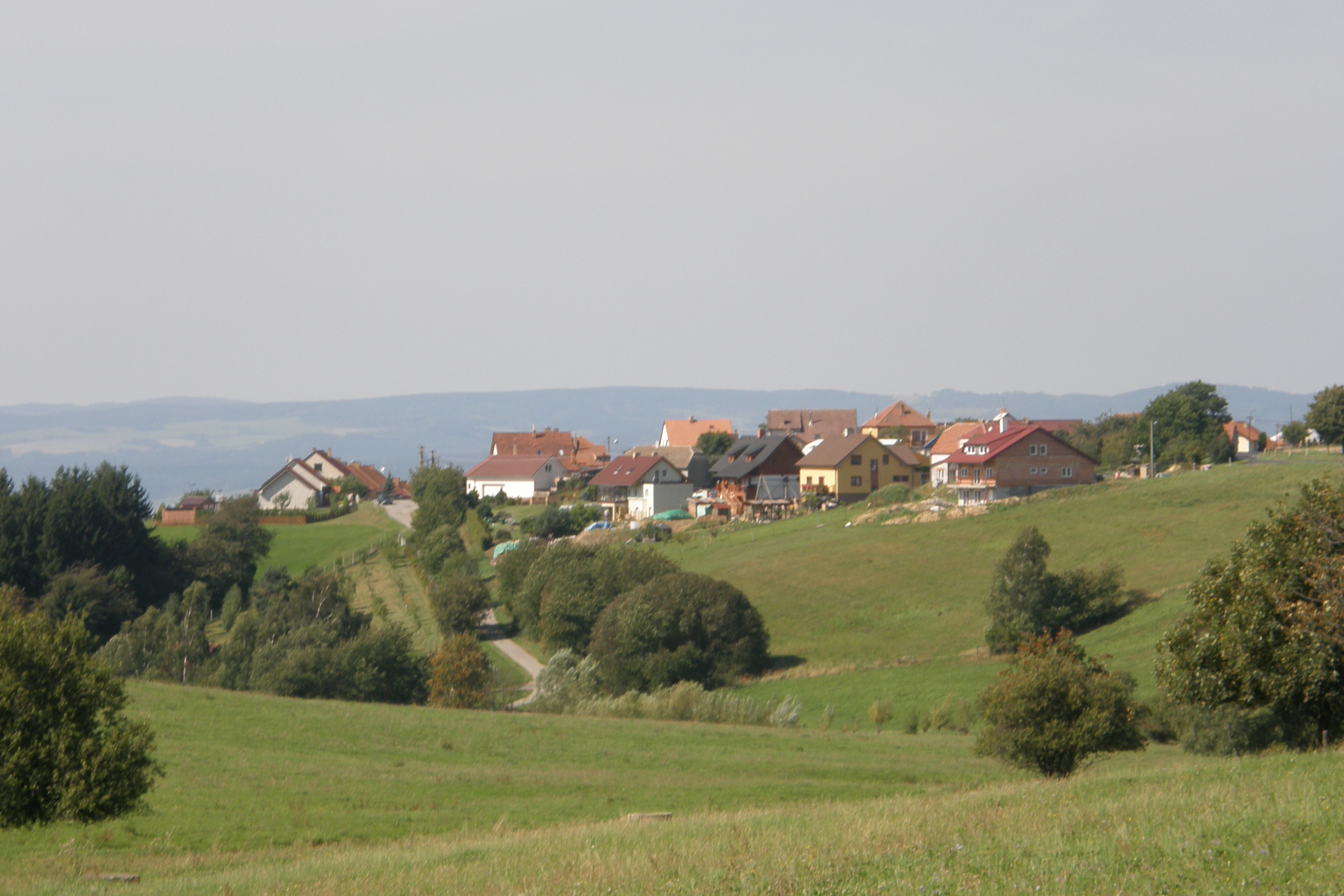
Okrouhla

Okrouhlá befindet sich im höchsten Teil des Drahaner Berglandes am südlichen Fuße der Kudlinka (638 m) über dem Tal des Baches Okrouhlý potok. Der Ort befindet sich – umgeben von Wäldern – auf einer großen Lichtung am Südrand des Naturparkes Řehořkovo Kořenecko. Gegen Norden liegt das bewaldete Tal des Višňový potok und westlich das Tal der Bělá. Im Südwesten befindet sich die Talsperre Boskovice. Westlich liegt die mittelalterliche Wüstung Lhota.
Nachbarorte sind Kapouňata und Karlov im Norden, Kořenec im Nordosten, Benešov im Osten, Suchý und Žďárná im Südosten, Velenov im Süden, Vratíkov im Südwesten, Pastvisko im Westen sowie Melkov, Sudice, Vážany, Knínice u Boskovic und Šebetov im Nordwesten.

## Geschichte
Die erste schriftliche Erwähnung des Ortes erfolgte im Jahre 1447. Okrouhlá gehörte zu den Gütern des Klosters Hradisko und war der Propstei Knínice zugeordnet. 1490 bewilligte Wladislaw Jagiellos dem Abt Jan des Klosters Hradisko die Verpfändung der Propstei Knínice an Jindřich von Jezera und Vítek von Ptení. 1499 erhielt Ladislav von Boskowitz die Knínicer Güter mit den Städtchen Knínice und Svitávka sowie den Dörfern Světlá, Cetkovice, Šebetov, Uhřice, Kořenec, Úsobrno und Okrouhlá als Pfand. Später gelangte die Herrschaft an das Kloster Hradisch zurück. Im Laufe des 16. Jahrhunderts wurde Šebetov zum neuen Herrschaftssitz ausgebaut und der Orden ließ dort als Residenz ein großes Schloss errichten. Nach der Aufhebung des Klosters im Zuge der Josephinischen Reformen fielen dessen Güter 1784 dem Religionsfonds zu. 1825 kaufte Karl Graf Strachwitz die Herrschaft Šebetov. Sein Sohn Moritz Graf Strachwitz erbte 1837 den Besitz.
Nach der Aufhebung der Patrimonialherrschaften bildete Okrouhlá mit der Ansiedlung Melkov ab 1850 eine Gemeinde in der Bezirkshauptmannschaft Boskovice. Zwischen 1860 und 1865 gehörten die Güter Karl Octavius zur Lippe-Weißenfeld. 1865 wurden die Grafen Strachwitz kurzzeitig wieder Besitzer der Šebetover Güter. Im Zuge der Zwangsvollstreckung ersteigerte im selben Jahre der Wiener Fabrikant Johann May den Besitz, den er 1877 an Moritz von Königswarter verkaufte. Im Jahre 1906 erfolgte der Bau eines einstöckigen Schulhauses. 1928 wurde die Gemeinde Mitglied in der im selben Jahre gegründeten Středomoravského lesního družstva (Mittelmährische Forstgenossenschaft). Im darauffolgenden Jahr erfolgte die Anpflanzung des Gemeindewaldes auf dem Klenč. Die Birkenallee nach Kořenec wurde 1932 angepflanzt. Mit Beginn des Jahres 1961 wurde Okrouhlá dem Okres Blansko zugeordnet.
1965 wurde ein Kulturhaus eingeweiht. Die Grundschule im Dorf schloss im Jahre 1980. 1985 wurde Okrouhlá nach Benešov eingemeindet. 1990 entstand die Gemeinde Okrouhlá wieder. Seit 2000 führt Okrouhlá ein Wappen und Banner.

## Gemeindegliederung
Für die Gemeinde Okrouhlá sind keine Ortsteile ausgewiesen. Zu Okrouhlá gehört die Ansiedlung Melkov (Mölkau).

## Sehenswürdigkeiten
- Kruzifix aus dem Jahre 1803
- Glockenturm
- Trinkwassertalsperre Boskovice